# Internet Broadway Database
Internet Broadway Database (IBDb) es una base de datos en línea de producciones teatrales de Broadway y de su personal. Es operado por el Departamento de Investigación de la Liga de Teatros y Productores de América, una asociación comercial de América del Norte para la comunidad del teatro comercial.
El IBDb provee registros de producciones desde los inicios del teatro en Nueva York en 1700 hasta hoy. Los detalles incluyen a las personas involucradas con las producciones teatrales y estadísticas de producción.
Fue concebido en 1995 por Karen Hauser, cabeza del departamento de investigación de la liga americana de teatros y productores (ahora llamada "The Broadway League").